# Delījān (kommunhuvudort i Iran)
Delījān (persiska: دليجان) är en kommunhuvudort i Iran.   Den ligger i provinsen Markazi, i den centrala delen av landet, 200 km söder om huvudstaden Teheran. Delījān ligger 1 522 meter över havet och antalet invånare är 33 508.
Terrängen runt Delījān är platt åt sydväst, men åt nordost är den kuperad. Terrängen runt Delījān sluttar västerut.Runt Delījān är det ganska glesbefolkat, med 31 invånare per kvadratkilometer. Delījān är det största samhället i trakten. Trakten runt Delījān består i huvudsak av gräsmarker.